# 215번가역
215번가(영어: 215th Street)역은 뉴욕 지하철 IRT 브로드웨이-7번로 선의 역이다. 맨해튼 인우드 인근 215번가와 10번로(Tenth Avenue)의 교차로에 위치해 있으며, 전시간 1 열차가 운행된다. 맨해튼 섬에 위치한 지하철역 중 최북단 역이다.

## 역 구조
| P 승강장 | 상대식 승강장 | 상대식 승강장                                                            |
| P 승강장 | 북행 완행     | ← 242번가 방면 (마블힐-225번가) ← 종착 선로 (일부 출근 시간대 운행 한정) |
| P 승강장 | 혼잡구간 급행 | → 정규 운행 없음                                                         |
| P 승강장 | 남행 완행     | → 사우스 페리 방면 (207번가) →                                           |
| P 승강장 | 상대식 승강장 |                                                                          |
| M        | 대합실        | 운임구역, 역무실, 메트로카드 발매기                                      |
| G        | 거리층        | 출구                                                                     |

이 고가역은 2면 3선의 상대식 승강장으로 이루어졌으며, 중앙 선로는 영업 운행에 사용되지 않는다. 두 승강장 모두 중앙에 베이지색 윈드스크린과 어두운색 캐노피가 있으며, 2012년 개조사업의 일환으로 교체되었다. 승강장 양쪽 끝에는 검은색 허리높이 강철펜스가 설치되어 있다. 역명판은 표준 검은색과 흰색 글씨로 되어 있다.
이 역의 1991년 미술품은 우포 홀업(Wopo Holup)의 "고가 자연 I-IV(Elevated Nature I-IV)"이라고 불린다. 남행 승강장 역사에 나무틀이 있는 두 개의 콘크리트 판넬로 구성되어 있다. 각 패널은 나무가지를 묘사한 8개의 정사각형으로 구성되어 있다. 이 작품은 또한 이 노선의 다른 4개 역에도 위치해 있다.
이 역은 215번가 Signal Shop과 207번가 차량사업소 북쪽 끝과 MTA 버스 킹스브리지 차고지 근처에 있다. 또한 인우드 힐 파크에서 218번가를 따라 4블록 떨어져 있으며, 218번가에서는 컬럼비아 대학교의 베이커 필드 운동장과 뉴욕 프레즈비테리언 병원의 위성 시설인 앨런 병원까지 접근할 수 있다. 역 북쪽에서, 이 노선은 할렘강 운하를 가로질러 브로드웨이교를 거쳐 뉴욕 본토로 간다.

### 출구
두 승강장 모두 중앙에 나무로 된 인접한 역사가 하나 있다. 그러나, 오직 남행 승강장에 있는 역사만 여객 운행용으로 사용된다. 승강장의 세개 문은 작은 대기 구역으로 이어지며, 여기서 개찰구 뱅크는 역을 오가는 통로를 제공한다. 운임 구역 밖에는 10번로(Tenth Avenue)와 215번가의 서쪽 모퉁이로 내려가는 토큰 부스와 두개의 계단이 있다.
북행 승강장에 있는 역사는 직원 전용이다. 승강장층에서 출구 전용 회전식 개찰구가 있는 한 곳은 215번가와 10번로(Tenth Avenue)의 북동쪽 모퉁이로 내려가는 계단으로 연결되며, 승강장층에서 전체높이 출구 전용 회전식 개찰구가 있는 한 곳은 남동쪽 모퉁이로 내려가는 계단으로 연결된다.

## 승객수
2018년에는 553,050명의 탑승수를 보유하여 424개 역에서 402번째로 가장 많이 이용된 역이 되었다. 이는 평일 평균 1,787명의 승객에 달했다. 연간 승객 수 및 평일 일일 승객 수 측면에서, 이 역은 맨해튼에서 가장 적은 수가 이용하는 역이다.